# Mężczyzna, kobieta i dziecko
Mężczyzna, kobieta i dziecko (znana również jako Kobieta, mężczyzna i dziecko ; oryg. Man, Woman and Child) – amerykańska powieść obyczajowa z 1980 roku, autorstwa Ericha Segala. 

## Fabuła
Robert Beckwith, mąż i ojciec dwóch córek, pewnego dnia dowiaduje się, że owocem przelotnego romansu sprzed lat był syn; Jean-Claude. Jego matka właśnie zmarła i Robert jest jego jedyną bliską osobą. 

## Ekranizacje
Powieść została zekranizowana przez Amerykanów w 1983 roku. Scenariusz napisał Segal. W tym samym roku powstała wersja indyjska, a w 1984 – indonezyjska. Dodatkowo w 1982 w Indiach powstał film inspirowany powieścią, zatytułowany Olangal.